# Bewährungsbataillon
Bewährungsbataillone, umgangssprachlich auch Strafbataillone, waren während des Zweiten Weltkrieges Einheiten der Wehrmacht im Heer, in die ab 1941 verurteilte Soldaten aller drei Teilstreitkräfte zur Frontbewährung versetzt wurden. Vergleichbar war die 1942 eingerichtete Bewährungstruppe 999, bei der vordem als „wehrunwürdig“ eingestufte Vorbestrafte dienten.

## Sonderabteilungen
Zunächst überwog beim Aufbau der Wehrmacht als „Lehre aus der Novemberrevolution“ die Absicht, „zersetzende Elemente“ und potentielle Unruhestifter aus der Truppe fernzuhalten. Das Wehrgesetz vom 21. Mai 1935 schloss darum Personen als „wehrunwürdig“ aus, die „wegen staatsfeindlicher Betätigung“ gerichtlich bestraft waren. „Disziplinar schwierige Elemente“, die zwar „wehrwürdig“ waren, aber eine Gefahr für die „Manneszucht der Truppe“ bildeten, wurden ab 1936 in „Sonderabteilungen“ überstellt. Dazu hatte Reichskriegsminister Werner von Blomberg am 25. Mai 1936 die Aufstellung von „Lagerformationen“ angekündigt, deren Indienststellung dann ab Oktober 1936 erfolgte.
Vor dem Krieg gab es neun solcher Sonderabteilungen. Erklärtes Ziel war es, die Eingewiesenen „in ihrer Einstellung zu Staat und Volk richtunggebend zu beeinflussen und sie zu ordentlichen, pflicht- und ehrliebenden, tüchtigen Soldaten heranzubilden.“ Straffster Dienst, Ausgangs- und Urlaubsbeschränkungen sowie „unermüdliche Fürsorge“ wurden als Erziehungsmittel genutzt. Wer sich anpasste, wurde in eine reguläre Einheit versetzt; wer sich „böswillig“ widersetzte, konnte ins KZ Sachsenhausen überstellt werden. Nach Schätzungen durchliefen bis Kriegsbeginn zwischen 3000 und 6000 Wehrmachtangehörige diese Sonderabteilungen, von denen vermutlich 320 als „unverbesserliche Wehrmachtschädlinge“ in das KZ eingewiesen wurden.
Mit Kriegsbeginn wurden diese Sonderabteilungen aufgelöst, schon bald darauf jedoch als „Feld-Sonderbataillon“ mit verschärftem Dienst erneut eingerichtet. Mit wachsender Kriegsdauer stieg der Bedarf an „Menschenmaterial“, so dass außerdem vom Militärgericht abgeurteilte und inhaftierte Wehrmachtsangehörige wie auch zuvor als „Wehrunwürdige“ ausgemusterte Personen „zur Bewährung“ an die Front geschickt wurden.

## „500er“ Bewährungsbataillone
Durch Geheimerlass vom 21. Dezember 1940 verfügte Adolf Hitler, ein erstmals verurteilter Soldat könne künftig „nach Vollstreckung eines Teils seiner Strafe […] einer besonderen Truppe zur Bewährung vor dem Feind“ zugewiesen werden. Diese Bewährungstruppe habe jedoch „in keiner Weise den Charakter einer Straftruppe“. Seit April 1941 konnten verurteilte und inhaftierte Soldaten – darunter einige zum Tode Verurteilte – als „bedingt wehrwürdig“ wieder in die Truppe aufgenommen werden. Die Männer der Bewährungstruppe mussten sich an gefährlichen Fronteinsätzen durch „außergewöhnliche Tapferkeit“ bewähren. Andernfalls drohte die Vollstreckung der verhängten Strafe, eine Überstellung in die Emslandlager oder in Strafeinheiten.
Bei den 500er Bataillonen dienten im Laufe des Krieges rund 27.000 „Bewährungsmänner“, die überwacht und befehligt wurden von ausgesuchten Offizieren, Unteroffizieren und Mannschaften, deren Anteil rund ein Viertel der Gesamtstärke betrug. Bewährungsdruck und auch vorhandener „Bewährungswille“ machten diese Truppe zu kampfstarken Einheiten, deren Verluste jedoch außerordentlich hoch waren. Wichtige Einsatzorte waren Kamenka, Grusino und Sinjawino im Osten und die Front in Frankreich.
Eine Einheit gleicher Zielsetzung entstand 1943 mit dem SS-Fallschirmjäger-Bataillon 500 auch bei der Waffen-SS.

## Feldstrafgefangenen-Abteilungen
Am 2. April 1942 kam es – wieder durch „Führer-Erlass“ – zur „Neuordnung der Strafvollstreckung in der Wehrmacht“. Danach sollte „haltlosen Elementen“ der Anreiz genommen werden, sich durch Strafverbüßung dem Fronteinsatz zu entziehen.
Ab Mai 1942 wurden in Glatz, Germersheim und Anklam zunächst drei Feldstrafgefangenenabteilungen mit je 200 Mann eingerichtet, in die verurteilte Wehrmachtsangehörige überstellt wurden, wenn Wehrmachtsgerichte eine Haftstrafe über drei Monate verhängt hatten. Daraus wurden Feldstraf-Einheiten gebildet. Bis Kriegsende gab es 22 Feldstrafgefangenenabteilungen mit je vier bis sechs Kompanien. Durchschnittlich waren dort schätzungsweise 20.000 Mann eingesetzt.
Der Dienst wurde an der Ostfront unbewaffnet mit „härtesten Arbeiten unter gefahrvollen Umständen“ abverlangt: Bunker- und Stellungsbau, Minenräumung und Leichenbergung.

## „Bewährungstruppe“ 999
Die Bewährungstruppe 999 wurde aus Zivilisten gebildet, die als Gefängnis- oder Zuchthaushäftlinge als „wehrunwürdig“ nicht einberufen worden waren, ab Oktober 1942 jedoch dringend gebraucht wurden. Ihnen wurde in Aussicht gestellt, durch „vorbildlich tapferen Einsatz … vor dem Feinde den Schandfleck auf ihrer Ehre zu tilgen und dadurch wieder vollwertige Soldaten und Staatsbürger zu werden.“ Andernfalls drohte die Rückführung in den Strafvollzug „ohne Anrechnung der Kriegszeit auf die Strafdauer“ oder die Überstellung ins Konzentrationslager.
Ein Drittel dieser 28.000 Soldaten bestand aus „Politischen“. Aufstellungsorte waren die Truppenübungsplätze Heuberg und Baumholder. Die Einheiten der 999er wurden anfangs im Frühjahr 1943 in Tunesien, Anfang 1944 kurzzeitig an der Ostfront und ab Mitte 1943 hauptsächlich als Besatzungstruppe in Griechenland sowie beim Rückzug 1944/45 auf dem Balkan gegen Partisanen eingesetzt. Einige hundert Angehörige dieser Truppe liefen zum Gegner über und leisteten Widerstand gegen die deutschen Besatzer.